# یوئزس بودرایتیس
یوئزس بودرایتیس (لیتوانیایی: Juozas Budraitis؛ زادهٔ ۶ اکتبر ۱۹۴۰) بازیگر اهل لیتوانی است. وی از سال ۱۹۶۶ میلادی تاکنون در بیش از ۶۷ فیلم و سریال بازی کرده‌است. این هنرمند در سال ۱۹۷۷ در فیلمی به نام «Wounded Game» ظاهر شد. این فیلم ساخت شوروی در آن زمان به جشنواره فیلم کن راه یافت. او در فیلم صاعقه سیاه و سقوط امپراتوری هم بازی کرده‌است.